# Jason Becker
Jason Becker (ur. 22 lipca 1969 w USA) – amerykański neoklasyczny gitarzysta heavymetalowy, wirtuoz i kompozytor. Znany z występów z Martym Friedmanem w grupie muzycznej Cacophony, wraz z którą wydał dwa albumy: Speed Metal Symphony w 1987 i Go Off! w 1988 oraz współpracy z Davidem Lee Rothem, w którego zespole zastąpił Steve'a Vaia.
W 2004 roku muzyk został sklasyfikowany na 40. miejscu listy 100 najlepszych gitarzystów heavymetalowych wszech czasów według magazynu Guitar World.

## Inspiracje
Becker od początku był zafascynowany Niccolò Paganinim i jego twórczością, będąc jedną z pierwszych osób, które wykonały kaprys 24 na gitarze (po tym jak Yngwie Malmsteen stwierdził, że jest to niewykonalne). Na jego instruktażowym wideo ukazał się film pokazujący Jasona grającego kaprys 5, który był jego ulubionym. Interesował się także twórczością Bacha i Mozarta.

## Styl
Jason Becker znany jest ze swojej gry arpeggio techniką sweep picking. Jego muzyka cechuje się ekspresywnością, a melodie nie trzymają się ogólnie przyjętych schematów. Tu najczęściej objawia się fascynacja muzyką poważną i luźne nawiązania do jej form (Opus Pocus, Speed Metal Symphony). Becker często używał egzotycznych skal m.in. skali japońskiej, na co bezpośredni wpływ miał Marty Friedman.

## Choroba
Na początku lat 90. Becker zachorował na nieuleczalną chorobę, stwardnienie zanikowe boczne, co uniemożliwiło mu kontynuowanie kariery. Muzyk jest unieruchomiony oraz nie mówi. Korzysta w komunikacji ze światem z systemu rozpoznawania ruchów gałki ocznej, opracowanego przez swego ojca. Jest aktywnym kompozytorem i aranżerem.

## Dyskografia
Albumy solowe
- Perpetual Burn (1988)
- Perspective (1996)
- The Raspberry Jams (1999)
- The Blackberry Jams (2003)
- Collection (2008)
- Triumphant Hearts (2018)

David Lee Roth
- A Little Ain't Enough (1991)

Instruktażowe
- Hot Licks - The Legendary Guitar of Jason Becker

## Filmografia
- One Track Heart: The Story of Krishna Das (2012, film dokumentalny, reżyseria: Jeremy Frindel)[5]
- Jason Becker: Not Dead Yet (2012, film dokumentalny, reżyseria: Jesse Vile)[6]